# الثورة الكينزية

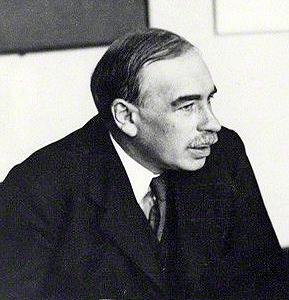

كانت الثورة الكينزية إعادة صياغة أساسية للنظرية الاقتصادية فيما يتعلق بالعوامل التي تحدد مستويات التوظيف في الاقتصاد الكلي. وُضعت الثورة ضد الإطار الاقتصادي التقليدي في ذلك الوقت، أي الاقتصاد النيوكلاسيكي.
انطلقت المرحلة المبكرة للثورة الكينزية في السنوات التي تلت نشر النظرية العامة لجون ماينارد كينز عام 1936، مستبدلةً الفهم النيوكلاسيكي للعمالة بنظرة كينز بأن الطلب، وليس العرض، هو عامل تحديد مستوى التوظيف. زودت تلك النظرية كينز وأنصاره بأساس نظري للقول أن على الحكومات التدخل للتخفيف من حدة البطالة. بسبب عدم قدرة كينز على المشاركة كثيرًا في النقاش النظري بعد عام 1937، بدأت عملية سريعة للتوفيق بين عمله والنظام القديم لتشكيل اقتصاديات كينزية جديدة تكون مزيجًا من الاقتصاد النيوكلاسيكي والاقتصاد الكينزي. يشار إلى عملية خلط هذه المدارس باسم التوليف النيوكلاسيكي، كما يمكن تلخيص الاقتصاد النيوكينزي على أنه «الكينزية في الاقتصاد الكلي والنيوكلاسيكية في الاقتصاد الجزئي».

## السياق التاريخي
كانت الثورة في المقام الأول تغييرًا في وجهات النظر الاقتصادية السائدة وفي توفير إطار موحد. كان للعديد من الأفكار والوصفات السياسية التي دعا إليها كينز طلائع مخصصة في قصور استهلاك اقتصاديات القرن التاسع عشر، فمورست بعض أشكال التحفيز الحكومي في ثلاثينيات القرن الماضي في الولايات المتحدة دون وجود الإطار الفكري للكينزية.
كان التغيير المركزي في السياسة هو الاقتراح القائل بأن الإجراءات الحكومية يمكن أن تغير مستوى البطالة عبر الإنفاق بالعجز (التحفيز المالي) مثل الأشغال العامة أو التخفيضات الضريبية، والتغييرات في أسعار الفائدة والعرض النقدي (السياسة النقدية) مع العلم أن العقيدة آنذاك كانت وجهة نظر وزارة الخزانة بأن الإجراءات الحكومية لا يمكن أن تغير مستوى البطالة.
كانت القوة الدافعة هي الأزمة الاقتصادية للكساد العظيم ونشر النظرية العامة للتوظيف والفائدة والمال بقلم جون ماينارد كينز عام 1936، والتي أعاد جون هيكس صياغتها ضمن إطار نيوكلاسيكي. عمّم هذا التركيب في الأوساط الأكاديمية الأمريكية في كتاب الاقتصاد المؤثر لبول سامويلسون ابتداءً من العام 1948، ليسيطر على التفكير الاقتصادي في الولايات المتحدة بعد الحرب العالمية الثانية. استخدم مصطلح «الثورة الكينزية» عام 1947 في نص «الثورة الكينزية» للاقتصادي الأمريكي لورنس كلاين. في الولايات المتحدة، حارب المحافظون الثورة الكينزية خلال الخوف الأحمر الثاني (المكارثية) واتهموها أنها تمثيل للفكر الشيوعي، لكن في نهاية المطاف، أصبح أحد أشكال الاقتصاد الكينزي هو التيار السائد هناك.
انتُقدت الثورة الكينزية على عدد من الأسس: يجادل البعض، وخاصة مدرسة المياه العذبة والمدرسة النمساوية، بأن الثورة كانت مضللة وغير صحيحة، بينما تجادل مدارس أخرى منبثقة عن المدرسة الكينزية بأن الثورة الكينزية تجاهلت أو شوهت العديد من رؤى كينز الأساسية، ولم تطبقها بالحد الكافي.

## نظرية التوظيف
كان تغيير العوامل التي تحدد مستويات التوظيف في الاقتصاد الكلي ولو نظريًا، أحد الجوانب المركزية للثورة الكينيزية. انطلقت الثورة ضد الإطار الاقتصادي الكلاسيكي التقليدي، ومن خلفه، الاقتصاد النيوكلاسيكي، الذين جادلا، بناءً على قانون ساي، أنه ما لم نواجه ظروفًا خاصة، فإن السوق الحر سيحقق بشكل طبيعي توازن العمالة الكاملة دون الحاجة إلى تدخل حكومي. يرى هذا الرأي أن أرباب العمل سيكونون قادرين على تحقيق ربح من خلال توظيف جميع العمال المتاحين طالما أن العمال يخفضون أجورهم إلى ما دون قيمة الناتج الإجمالي الذي يمكنهم إنتاجه، كما يفترض الاقتصاد الكلاسيكي أن العمال في السوق الحرة سيكونون على استعدادٍ لخفض مطالبهم بأجور وفقًا لذلك، لأنهم عقلانيون يفضلون العمل براتب أقل بدل مواجهة البطالة.
جادل كينز بأن كلا من قانون ساي وافتراض أن الفاعلين الاقتصاديين يتصرفون دائمًا بشكل عقلاني هو تبسيط مضلل، وأن الاقتصاد الكلاسيكي يمكن الوثوق به فقط لوصف حالة خاصة. استبدلت الثورة الكينزية الفهم الكلاسيكي للعمالة برأي كينز القائل إن التوظيف مقترن بالطلب وليس بالعرض.

قال بيتر دراكر:
«كان لديه دافعين أساسيين. الأول كان تدمير النقابات، والآخر هو الحفاظ على السوق الحرة. احتقر كينز الكينزيين الأمريكيين. كل ما أراده هو أن تكون هناك حكومة عاجزة لن تفعل شيئًا سوى وضع سياسات ضريبية وإنفاقية للحفاظ على توازن السوق الحر. كان كينز هو الأب الحقيقي للمحافظين الجدد، أكثر بكثير من فريدريك هايك!».

## ثورات أخرى في الاقتصاد

### قبل كينز
كتب البروفيسور هاري جونسون أن الاقتصاد في شكله الحديث يمكن أن ينظر إليه على أنه بزوغ فجر ثورة آدم سميث ضد المذهب الاتجاري. كانت هناك قبل كينز خمس تطورات رئيسية أخرى في الفكر الاقتصادي، كانت سريعة بما يكفي لتوصيفها بأنها ثورات، وأبرزها هي الثورة الريكاردية. هناك ثورة أخرى بارزة وهي الثورة الحدية، التي اتُخذت علامة لتحديد الانتقال من الاقتصاد الكلاسيكي إلى الاقتصاد النيوكلاسيكي في سبعينيات القرن التاسع عشر. شكل هؤلاء مجتمعين العقيدة الاقتصادية الكلاسيكية التي هاجمها كينز.
مع الملاحظة بأنه في الممارسة الاقتصادية، على عكس النظرية الاقتصادية، كثيرًا ما يوصف سلوك الدول الصناعية في القرن التاسع عشر بأنه إتجاري أو يجسد القومية الاقتصادية، كما هي الحال في المدرسة الأمريكية للممارسة الاقتصادية الأمريكية في القرن التاسع عشر.

### بعد كينز
يعتبر صعود المدرسة النقدية، خاصة في السبعينيات ومن خلال أعمال ميلتون فريدمان، التغيير الرئيسي التالي في النظرية والممارسة الاقتصادية السائدة، فوُصف في بعض الأحيان بأنه «ثورة نقدية». أدى الركود في فترة السبعينيات إلى فقدان الاقتصادية الكينزية الكلاسيكية بعضًا من نفوذها، فأدت التوترات المستمرة بين الاقتصاد الكينزي والاقتصاديات النيوكلاسيكية في السبعينيات إلى انقسام بين الاقتصاد الكينزي الجديد والاقتصاد الكلي الكلاسيكي الجديد، وهو ما يشار إليها أحيانًا باسم مدرسة المياه المالحة ومدرسة المياه العذبة بالاقتصاد، وذلك بسبب الجامعات الأمريكية التي ترتبط بها. في اقتصاد التنمية، يشار إلى هذه الفترة باسم فترة إجماع واشنطن، كما يشار إلى التوسع الاقتصادي في الثمانينيات والتسعينيات وأوائل العقد الأول من القرن الحالي باسم الاعتدال العظيم.
ضمن الأوساط الأكاديمية، حدثت النقطة العليا ما بعد الحرب العالمية الثانية لاقتصاد السوق الحرة خلال التسعينيات، مع فوز العديد من اقتصاديي السوق الحرة بجائزة نوبل. تزايدت الشكوك بشأن إجماع السوق الحرة بسبب الأزمة المالية الآسيوية عام 1997 وفقاعة الدوت كوم. شهدت الأزمة المالية عامي 2007 و2008 تجدد الاهتمام بالاقتصاد الكينزي، ليشهد عامي 2008 و2009 عودة الكينزية.

## الخلفية
عندما نشر كينز نظريته العامة سنة 1936، كان تأثير اقتصاد السوق الحرة على صنع السياسات قد تراجع بشكل كبير مقارنةً بالصعود غير الاعتيادي الذي حققته في بريطانيا خلال الفترة منذ 1840 وحتى 1860. بحلول منتصف الثلاثينيات، كان الكثير من العالم الأول والثاني بالفعل تحت سيطرة الشيوعية أو الفاشية، حتى مع خروج الولايات المتحدة من العقيدة الاقتصادية مع الصفقة الجديدة. على الرغم من ذلك، لم يكن هناك تراجع مقابل للاقتصاد النيوكلاسيكي في المجال الأكاديمي. بحسب المؤرخ الاقتصادي ريتشارد كوكيت، داخل الأوساط الأكاديمية، كانت هيبة اقتصاد السوق الحر لا تزال قريبة من ذروتها حتى في عشرينيات القرن العشرين. في ثلاثينيات القرن العشرين، بدأ طعن الاقتصاد النيوكلاسيكي في الأوساط الأكاديمية، على الرغم من أن ذلك لم يتم بداية إلا من قبل مدارس ذات تأثير محلي محدود، باستثناء الماركسية، مثال على ذلك مدرسة ستوكهولم.